# Taller del Moro
El Taller del Moro es un edificio de origen medieval de la ciudad española de Toledo, usado como museo en la actualidad.

## Descripción

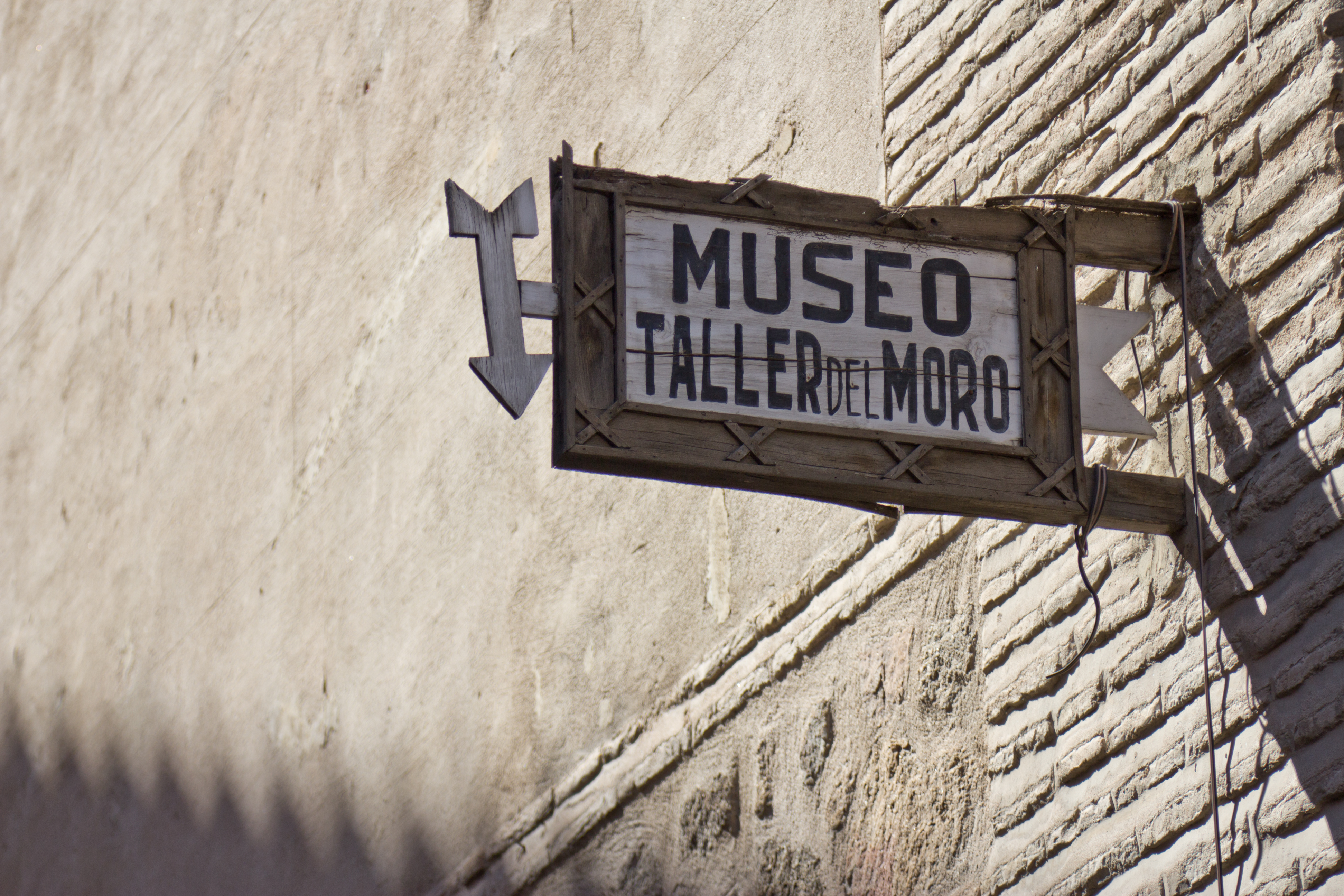
Museo Taller del Moro

El edificio, de estilo mudéjar, está situado en el interior del casco histórico de la ciudad de Toledo. Apareció en el primer volumen de la obra España artística y monumental (1842), dibujado por Genaro Pérez Villaamil, además de en la colección Monumentos Arquitectónicos de España (1881), en un dibujo de su portada por Ricardo Arredondo.
Fue declarado monumento histórico-artístico, perteneciente al Tesoro Artístico Nacional, el 3 de junio de 1931, mediante un decreto publicado en la Gaceta de Madrid con la rúbrica del presidente provisional de la república, Niceto Alcalá-Zamora, y del ministro de Instrucción Pública y Bellas Artes, Marcelino Domingo y Sanjúan.  En la actualidad cuenta el estatus de Bien de Interés Cultural.
En el siglo XXI fue rehabilitado, para ser acondicionado como sala de exposiciones.

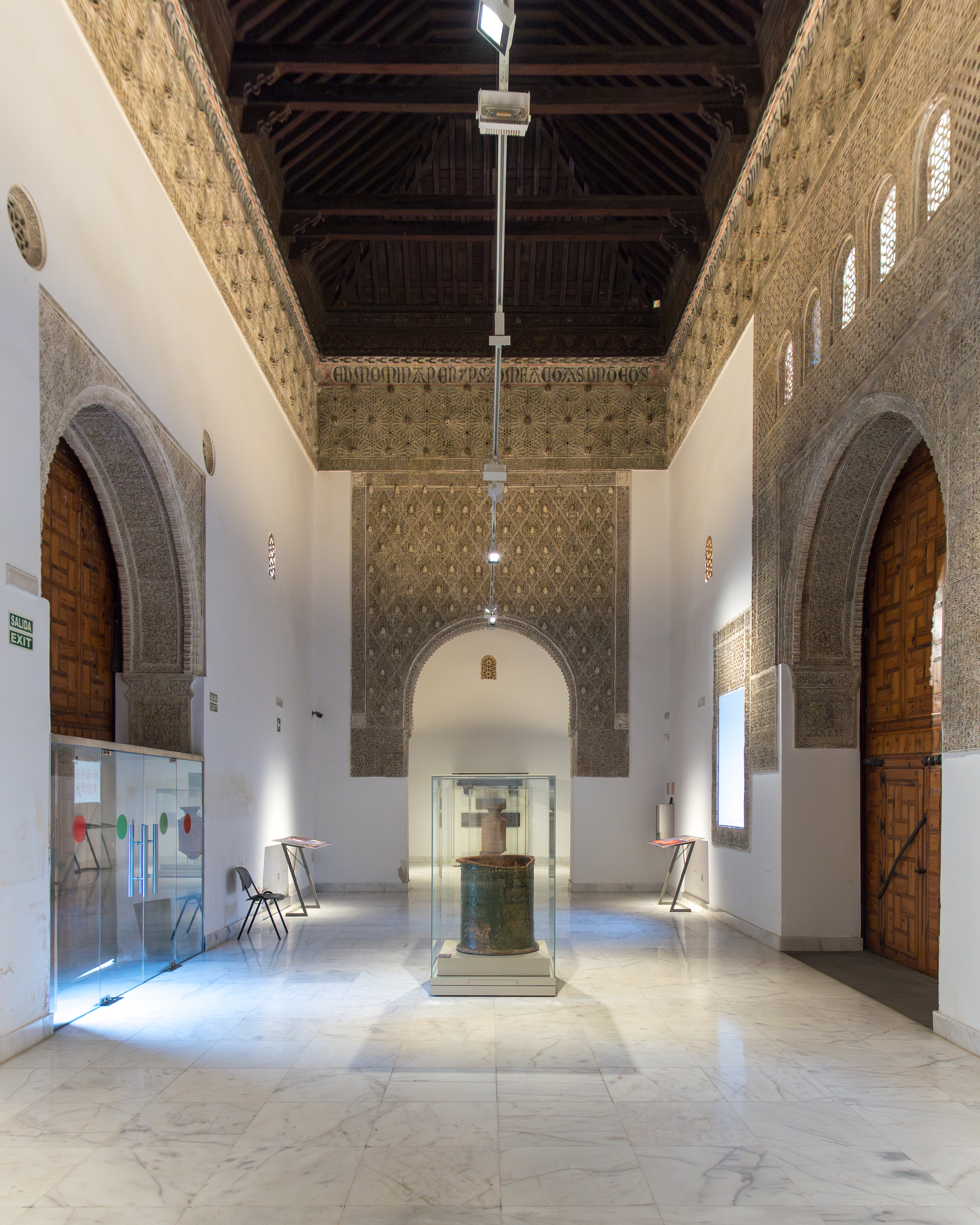
Vista general de la sala.
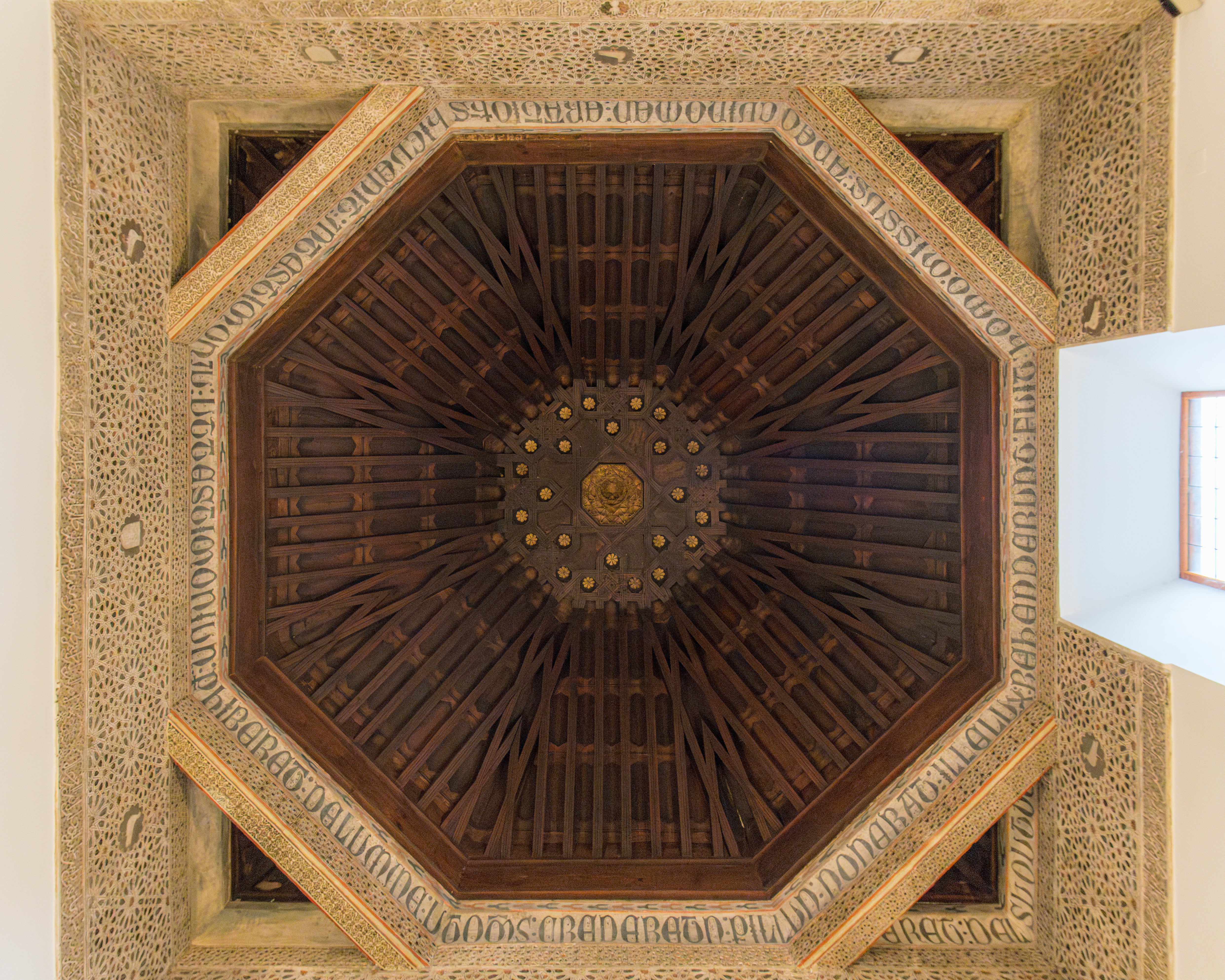
Cúpula artesonada.
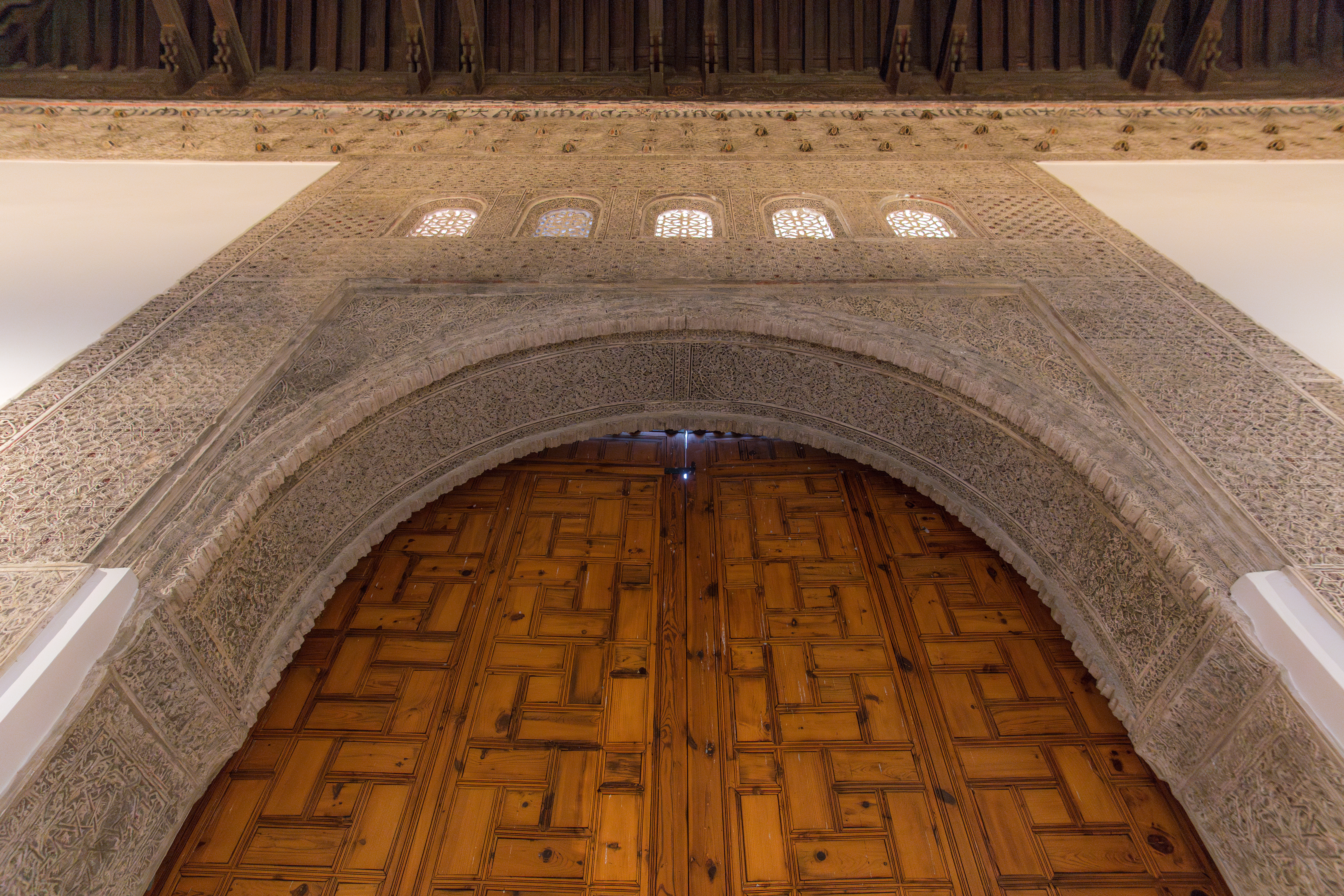
Detalle de la yesería.